# Heilige Naam Jezuskerk (Lierop)
De Heilige Naam Jezuskerk, voluit: Kerk van de Heilige Naam Jezus, is een rooms-katholieke kerk aan de Offermanstraat 3 in het Nederlands dorp Lierop. 
Voordien had Lierop een gotisch kerkgebouw van 1569 dat echter in 1898 gesloopt nadat een nieuwe kerk in gebruik werd genomen. Al in 1155 werd melding gemaakt van een kerkgebouw in Lierop: de Sint-Salvatorkerk.
Deze kerk is in 1892 gebouwd naar een ontwerp van de in Roermond wonende Duitse architect Carl Weber. De kerk heeft vier torens en een forse, achthoekige koepeltoren boven de viering. De twee torens aan de noordkant zijn 40 meter hoog en de twee torens aan de zuidkant 32 meter. De twee zuidelijke torens waren oorspronkelijk hoger dan de twee noordelijke. Het interieur wordt gedekt door een rond gewelf en daarna een koepelgewelf.Het koepelgewelf heeft een hoogte van 42,4 meter. Vooraan in de kerk staat een maquette. De kerk bezit ook nog kruiswegstaties, een hardstenen doopvont met koperen deksel en beukenhouten banken. De kerk is het hoogtepunt van Carl Webers tweede periode. De kerk als staat op de rijksmonumentenlijst, de pastorie op de gemeentelijke monumentenlijst. De kerk heeft een kerkorgel met een belangrijk deel pijpwerk van B.P. van Hirtum uit Hilverenbeek en werd vervaardigd in 1856. Orgelbouwer Verschueren uit Heythuysen N.L. restaureerde en verplaatste het instrument in de jaren rond 1970.